# Maicosuel
Maicosuel (* 16. Juni 1986 in Cosmópolis, São Paulo; eigentlich Maicosuel Reginaldo de Matos) ist ein ehemaliger brasilianischer Fußballspieler.

## Karriere
Maicosuel spielte in der Jugend für Guarani FC und AA Internacional. Er begann seine Karriere 2001 bei CA Sorocaba. 2005 wechselte er zum Paraná Clube, den er im Januar 2007 verließ, um sich dem Cruzeiro EC in Belo Horizonte anzuschließen. Von Cruzeiro wurde er 2008 zur SE Palmeiras nach São Paulo und 2009 zu Botafogo FR verliehen. Seinen Durchbruch hatte er in dieser Saison bei Botafogo: Mit seinen zwölf Toren, erzielt in 18 Spielen, verhalf er dem Verein zur Regionalmeisterschaft. Er wurde zum besten linken offensiven Mittelfeldspieler und zum besten Spieler der Staatsmeisterschaft von Rio de Janeiro 2009 gewählt und wurde Torschützenkönig.
Zur Saison 2009/10 wechselte Maicosuel zum deutschen Bundesligisten TSG 1899 Hoffenheim, bei dem er einen Vertrag bis 2014 unterschrieb. Sein erstes Pflichtspieltor erzielte er beim 2:0-Sieg über Oberneuland in der 1. Hauptrunde des DFB-Pokals. Nach einer Spielzeit verließ er Hoffenheim wieder und wechselte im Juli 2010 zurück zu Botafogo FR.
Von 2012 bis 2014 stand Maicosuel beim italienischen Erstligisten Udinese Calcio unter Vertrag. Ab Juli 2014 spielte er wieder in seinem Heimatland für Atlético Mineiro. Im August 2015 verlieh in der Klub an Sharjah FC (Vereinigte Arabische Emirate). Nach einem Jahr kehrte er zu Atlético zurück. Im Juni 2017 wechselte der Spieler zum FC São Paulo. Die Ablöse betrug 3,5 Millionen Real und der Vertrag erhielt eine Laufzeit bis Ende März 2020. Bei dem Klub kam er nur zu wenigen Einsätzen und wurde zum Start in die Saison 2018 an Grêmio FBPA und im selben Jahr noch an den Paraná Clube ausgeliehen.

## Erfolge
Paraná Clube
- Staatsmeisterschaft von Paraná: 2006

Cruzeiro
- Staatsmeisterschaft von Minas Gerais: 2008

Atlético Mineiro
- Copa do Brasil: 2014
- Staatsmeisterschaft von Minas Gerais: 2015, 2017

Grêmio
- Recopa Sudamericana: 2014, 2018
- Staatsmeisterschaft von Rio Grande do Sul: 2018